# Окасен і Ніколет

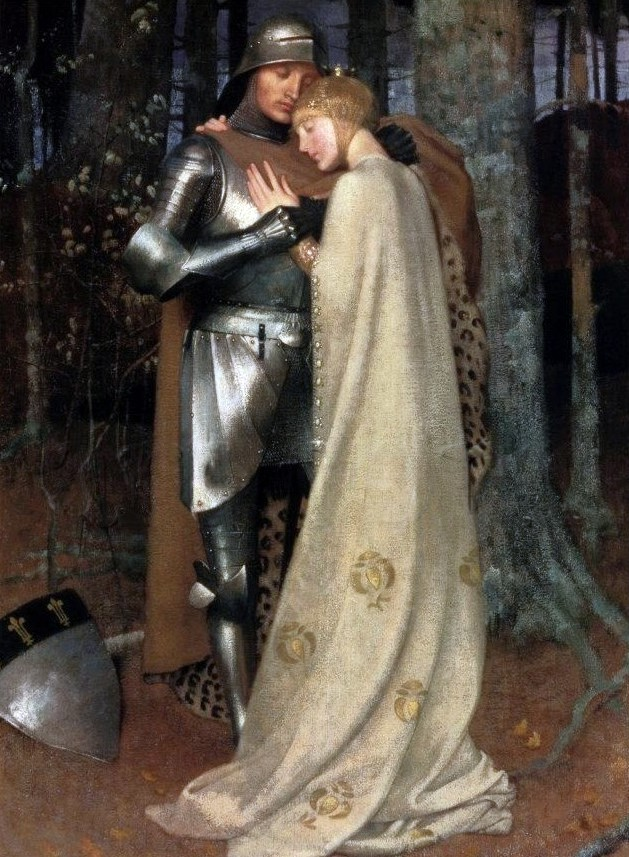
«Окасен і Ніколет», картина Маріанни Стоукс

Окасе́н і Ніколе́т (фр. Aucassin et Nicolette) – анонімний старофранцузький лицарський роман, створений близько 1200 року пікардійським діалектом старофранцузької мови.

## Сюжет
Подібно до роману «Флуар і Бланшфлор», це історія кохання графського сина Окасена з Боке́ра (фр. de Beaucaire) до Ніколет, рабині-мусульманки, викраденої з арабської Іспанії. Батьки Окасена були різко проти такого, на їхній погляд, нерівного зв’язку. Тож після численних негараздів закохані мусили тікати. Притулок вони знаходять у сусідньому лісі в хижці Ніколет. Звідтіля вони потрапляють в загадкову країну Торлор (фр. Torelore), світ-навпаки, де вони живуть три роки, та раптом на той край нападають сарацини, й обох викрадають на різних кораблях. Корабель Окасена прибився до берега якраз неподалік від Бокера, де він здобуває знову свободу й дізнається, що його батьки вже померли й він став єдиним спадкоємцем великих маєтностей. Та Окасен перш за все побивається за коханою. У той самий час Ніколет потрапляє до Карфагену, де її пізнають, як доньку тамтешнього короля. Перевдягнувшись в жебрачку, Ніколет вирушає на пошуки Окасена, якого врешті знаходить в Бокері. 

## Стилістичні особливості
Окасен і Ніколет – єдина новела, написана в жанрі шантефабль (фр. chantefable), що поєднує прозові частини з семискладовими асонансними віршами. В самому тексті, при зміні прозових і віршованих частин, йдуть ремарки, які вказують, що наступну частину слід співати  (фр. or se cante) або слід оповідати (фр. or dient et content et fabloient). Тож деякі дослідники вважають цей твір приналежним до середньовічного театру. Щоправда прозові частини за стилістичними засобами та вишуканістю мови не поступаються поетичним.

## Образ Ніколет
Ніколет – досить нетиповий жіночий образ для середньовічної літератури. Її роль надзвичайно активна, саме Ніколет виявляє ініціативу й визначає розвиток подій. Тоді як деякі лицарські подвиги Окасена позбавлені аури геройства й зображені скоріше в іронічному ключі. Сюжет новели перегукується зі старофранцузьким романом «Флуар і Бланшфлор» (кохання знатного лицаря й сарацинської дівчини) й має паралелі в деяких інших творах давньофранцузької літератури.